# Pescennina loreto
Espèce
Pescennina loreto est une espèce d'araignées aranéomorphes de la famille des Oonopidae.

## Distribution
Cette espèce est endémique du Pérou. Elle se rencontre dans les régions de Loreto et de Madre de Dios.

## Description
Le mâle holotype mesure 1,61 mm et la femelle paratype 2,01 mm.

## Étymologie
Cette espèce est nommée en référence au lieu de sa découverte, la région de Loreto.

## Publication originale
- Platnick & Dupérré, 2011 : The goblin spider genus Pescennina (Araneae, Oonopidae). American Museum novitates, no 3716, p. 1-64 (texte intégral).